# Отдельный батальон особого назначения
Отдельный батальон особого назначения Вооружённых сил Чеченской Республики Ичкерия (ОБОН ВС ЧРИ) — воинское подразделение чеченских добровольцев, функционирующее в составе Иностранного легиона обороны Украины. Создан Ахмедом Закаевым 29 июля 2022 года на основе чеченского формирования, воюющего на стороне Вооружённых сил Украины с момента полномасштабного вторжения России на Украину.

## История

### Создание
В конце июля 2022 года на встрече с руководителями чеченских добровольцев в Киеве Ахмед Закаев объявил о создании нового чеченского вооруженного формирования на стороне вооружённых сил Украины.
Это формирование получило название ОБОН (отдельный батальон особого назначения) и включено в состав Иностранного легиона Украины. По словам самого Закаева, по мере пополнения батальон будет преобразован в «Отдельную бригаду особого назначения» в составе Иностранного легиона.
Подразделение подчинено Министерству обороны правительства Чеченской Республики Ичкерия за рубежом, главой которого является Ахмед Закаев. В него вошли контрактники из числа представителей чеченской национальности, которые служат в украинской армии, а также добровольцы из чеченской диаспоры в Европе.

### Командование
Командиром подразделения назначен офицер украинской армии Хаджи-Мурат Зумсоевский, который несколько лет служил по контракту в рядах вооружённых сил Украины, его заместителем стал Хаважи Амаев (амир Зумсо Шишани), участник второй российско-чеченской войны и гражданской войны в Сирии.

## Структурные группы
- Группа Хаджи-Мурада Зумсоевского.
- Группа Абдул-Хакима Шишани[8].
- Группа Муслима Садаева[9].
- Группа Хаважи Амаева.

## Пополнение и численность
10 октября 2022 года во главе своей группы к Отдельному батальону особого назначения ВС ЧРИ примкнул один из амиров чеченских моджахедов в Сирии Рустам Ажиев, наиболее известный как «Абдул-Хаким Шишани».
8 декабря 2022 года на 4-м Форуме свободных народов Пост-России Ахмед Закаев заявил, что в связи с большим наплывом желающих вступить в «ОБОН МО ЧРИ» уже скоро планируется усилить его численность до бригады. Это означает, что численность этого подразделения увеличилась с нескольких сотен до нескольких тысяч человек.

## Участие в боевых действиях
По состоянию на начало августа формирование принимало участие в боях в Донецкой области Украины.
С августе 2022 года батальон принимал участие в украинском контрнаступлении южных регионов, в том числе в боях за Херсон.

## Командиры
- Хаджи-Мурад Зумсо — полковник ВС ЧРИ, командир батальона[1][7][15].
- Амаев, Хаважи Хасанович (Зумсо Шишани) — подполковник ВС ЧРИ, заместитель командира батальона[7][16].
- Ажиев, Рустам Магомедович (Абдул-Хаким Шишани) — командир группы[8].
- Садаев, Муслим Алиевич — командир группы, капитан ВС ЧРИ[7][9].

## Военно-политический состав и отдел кадров
Представители по политической части:
- Ахмед Закаев — глава правительства ЧРИ за рубежом[2][17][18].
- Ахмад Альвиев — генеральный представитель правительства ЧРИ за рубежом на Украине[2][17][18].

Представители по военной части:
- Абдул-Хаким Шишани — заместитель и. о. Верховного Главнокомандующего ВС ЧРИ, заместитель министра обороны ЧРИ, начальник управления военной разведки ЧРИ.

Представители информационной службы:
- Микаэль Андерсон — начальник пресс-службы ОБОН ВС ЧРИ, майор ВС ЧРИ[14][19].

## Члены семей командиров ВС ЧРИ
- Закаев, Шамиль Ахмедович — сын одного из основоположников ЧРИ и бригадного генерала Ахмеда Закаева[20].
- Садаев, Муслим Алиевич — брат амира джамаата села Пригородное Грозненского района ЧР Джамбулата Садаева, который также занимал должность заместителя Рустама Басаева[21].
- Бараев, Фатхи Арбиевич — сын амира ИПОН, бригадного генерала ЧРИ Арби Бараева[22].

## Условия
Денежное довольствие в подразделениях иностранного легиона Украины в месяц составляет 11 000 — 15 000 гривен. За участие в боевых действиях может быть выплачена дополнительная сумма.